# 霍卡納姆 (康乃狄克州東哈特福德)
霍卡納姆（英語：Hockanum）是位於美國康乃狄克州哈特福縣東哈特福德境內的一個街區。

## 地理
霍卡納姆的座標為41°44′26″N 72°38′01″W / 41.74056°N 72.63361°W，而該地的平均海拔高度為51米（即167英尺）。